# Festivalul filmului neorealist de la Avellino
Festivalul de film neorealist Laceno d'oro a fost un festival de film fondat în 1959 de Camillo Marino și Giacomo D'Onofrio, numit după stațiunea de schi Laceno, comuna Bagnoli Irpino din provincia Avellino, unde au avut loc primele ediții.

## Istoric
Primele ediții ale festivalului au avut loc în stațiunea Laceno din comuna Bagnoli Irpino, în munții din Alta Irpinia. Locul de desfășurare al evenimentului a fost sugerat de Pier Paolo Pasolini, căruia pădurea montană și peisajul nealterat îi amintea de cultura rurală și de peisajele friuliane, locurile copilăriei sale. La prima ediție Pier Paolo Pasolini, membru al juriului, a ridicat premiul câștigat de către Michelangelo Antonioni pentru filmul Strigătul, și de atunci va fi prezent la toate edițiile.
Începând din 1966 festivalul s-a mutat de la Laceno la Avellino și în alte comune ale provinciei. Cea mai recentă ediție a acestui festival a avut loc în 1988. Printre diferiții președinți ai juriului care s-au succedat de-a lungul anilor, în afară de Marino, au fost Domenico Rea, Carlo Lizzani, Tinto Brass, Cesare Zavattini.
În 2001, la doi ani după moartea lui Camillo Marino, a fost instituit „Premiul Camillo Marino - Laceno d'oro”, care începând cu anul 2007, cu acordul moștenitorilor fondatorilor, s-a transformat public în noul Laceno d'Oro. În afară de Premiul Camillo Marin, este atribuit, de asemenea, începând din anul 2008 Premiul Giacomo d'Onofrio pentru cel mai bun artist debutant.

## Premii

### Laceno d'oro pentru cel mai bun regizor
- 1959: Michelangelo Antonioni pentru Il grido, ridicat de Pier Paolo Pasolini
- 1960: Leopoldo Trieste
- 1961: Gillo Pontecorvo pentru Kapò
- 1962: Alfredo Giannetti pentru Giorno per giorno disperatamente
- 1963: Nanni Loy pentru Le quattro giornate di Napoli
- 1964: Mario Monicelli pentru I compagni
- 1965: Carlo Lizzani pentru Il processo di Verona
- 1972: Massimo Antonelli pentru Tema di Marco (Frammenti d'Amore)
- 1974: Predrag Golubovic
- 1975: Alberto Lattuada
- 1976: Carlo Lizzani pentru San Babila ore 20: un delitto inutile
- 1977: Aldo Florio pentru Una vita venduta și  Silvano Agosti pentru Matti da slegare
- 1985: Luigi Faccini pentru Inganni

### Laceno d'oro pentru cel mai bun actor
- 1966: Saro Urzì
- 1974: Bekim Fehmiu pentru Il gioco della verità
- 1975: Luigi Proietti
- 1977: Gerardo Amato
- 1985: Bruno Zanin pentru Inganni

### Laceno d'oro pentru cea mai bună actriță
- 1961: Valeria Moriconi
- 1964:Scilla Gabel
- 1975: Rada Rassimov
- 1976: Claudia Cardinale
- 1977: Adriana Asti
- 1979: Brigitte Fossey
- 1985: Serena Grandi pentru Miranda
- 1988: Anna Bonaiuto pentru Donna d'ombra

### Laceno d'oro pentru actor tânăr
- 1963: Lando Buzzanca
- 1975: Stefano Satta Flores, Michele Placido
- 1982: Marzio Honorato pentru Core mio al lui Stefano Calanchi
- 1984: Luca Barbareschi
- 1985: Mattia Sbragia
- 1988: Massimo Dapporto

### Laceno d'oro pentru actriță tânără
- 1963: Laura De Marchi pentru La donnaccia
- 1972: Mara Venier pentru Il diario di un italiano
- 1984: Barbara De Rossi
- 1988: Almerica Schiavo pentru L'uscita

### Laceno d'oro pentru producător
- 1960: Dino De Laurentiis
- 1961: Alessandro Iacovoni
- 1968: Gian Vittorio Baldi
- 1971: Silvio Clementelli
- 1974: Mario Cecchi Gori, Jves Gasser (Elveția)
- 1975: Gianni Ricci pentru Don Milani: un prete scomodo
- 1985: Marina Piperno

### Laceno d'oro pentru cel mai bun regizor străin
- 1977: Jan Lasko, Vatroslav Mimica, Lula Mikkelsen

### Placheta de aur
- 1968: Vatroslav Mimica
- 1971: Dominique Boschero, Lou Castel
- 1972: Alida Valli
- 1974: Velimir Bata Živojinović
- 1976: Serghej Mikaelian pentru Il premio, Riccardo Cucciolla, Vittorio Schiraldi pentru Lettere dal fronte,  Lina Wertmüller și placheta specială de aur lui Sergio Nasca
- 1978: Pasquale Squitieri, Nicola Babic, Leonida Ossika
- 1979: Edith Bruck pentru Improvviso, Mara Venier și Francesco De Federico pentru Un'emozione in più,  Luc Merenda, Florestano Vancini
- 1981: Giuseppe Ferrara pentru Panagulis zei,  Ida Di Benedetto, Saverio Marconi, Luigi Borghese pentru Razza selvaggia, Pupella Maggio (motivație: pentru o viață dedicată cinematografiei), Giuseppe De Santis
- 1982: Lina Wertmüller,  Pasquale Festa Campanile, Cinzia TH Torrini și Piera Degli Espostie Renzo Montagnani pentru Gioco d'azzardo, Anton Ribas pentru La città bruciata, Silvano Agosti
- 1983: Stefania Sandrelli pentru La Chiave, Pupi Avati, Carlo Delle Piane, Giovanni Bertolucci, Luciano Secchi, Giuseppe Fava
- 1984: Marcello Mastroianni, Giuliana De Sio,  Nanni Loy, Enzo Porcelli, Ettore Scola,
- 1985: Tinto Brass, Giancarlo Giannini, Peter Kaiscev, Elem Klimov, Vadym Abdrašytov
- 1986: Margherita Lozano, Amiasi Damiani, Lea Massari, Leopoldo Trieste, Mauro Berardi.
- 1987: Antonio Avati, Alessandro Haber, Enrica Maria Modugno, Silvano Agosti, Francesco Calogero
- 1988: Giancarlo Giannini, Marco Leto

### Placheta specială de aur
- 1976: Pietro Naca

### Placheta de argint
- 1976: Karel Stekly, Peter Bacso, Milena Dravic, Serghei Soloviov
- 1984: Franco Angrisano, Giacinto Bonacquisti, Gianfranco Bullo, Daniele Segre, Silvio Soldini, Jamusz Petelski, Pawel Pitera
- 1985: Marianne Erdos, Iosif Demian, Marta Bifano, Emanuela Torri

### Placheta „Pietro Bianchi”
În memoria criticului de film Pietro Bianchi
- 1977: Gianni Minello pentru Nel cerchio
- 1979: Giacinto Bonacquisti pentru L'albero della maldicenza
- 1981: Luigi Faccini pentru Nella città perduta di Sarzana
- 1982: Marcello Gatti
- 1983: Nuccio Ambrosino, Collettivo Itsos
- 1984: Piero Vida
- 1985: Luca Santini pentru L'esperienza amara
- 1986: Chantal Bergamo și Enzo Porcelli pentru Il sapore del grano
- 1988: Adriana Monti pentru Gentili signore

### Placheta „Kim Arcalli”
În memoria actorului, scenaristului și editor de film Kim Arcalli
- 1978: Jean-Cristoff Bouvet
- 1979: Marcello Gatti pentru Ogro
- 1981: Gianni Minello pentru  L'amore e i giovani
- 1982: Stefano Calanchi
- 1983: Fiorenza Muller
- 1984: Massimo Mazzucco
- 1986: Gianni Da Campo pentru Il sapore del grano
- 1987: Piero Natoli
- 1988: Ennio Marzocchini pentru W Werde

### Placheta Pasolini
În memoria regizorului Pier Paolo Pasolini
- 1976: Tinto Brass
- 1978: Luigi Magni pentru  In nome del Papa Re
- 1979: Franco Brusati pentru întreaga operă
- 1981: Sergio Citti
- 1982: Mario Monicelli
- 1983: Gianni Minello
- 1984: Vittorio Sindoni
- 1985: Damiano Damiani
- 1986: Giampaolo Bernagozzi pentru Dedicato a chi perdona și  Gian Maria Volonté pentru Caso Moro (Superplacheta P.P. Pasolini)
- 1987:  Leandro Castellani pentru Il coraggio di vivere
- 1988: Florestano Vancini

### Cupa „Pietro Germi”
În memoria regizorului Pietro Germi
- 1986: Cinematografia cehoslovacă
- 1987: Paola Nazzaro
- 1988: Gianluca Fumagalii pentru A fior di pelle și Andrea Papini pentru Ponte sospeso

### Plachera pentru opera prima
- 1984: Luciano Tovoli pentru L'armata ritorna
- 1985: Enrico Montesano pentru A me mi piace
- 1988: Paolo Benvenuti pentru Il bacio di Giuda

### Placheta pentru film de avangardă
- 1984: Maria Bosio
- 1985: Piero Vida pentru La vita di scorta
- 1988: Marco Tullio Giordana pentru Appuntamento a Liverpool.

### Premiul „Giampaolo Bernagozzi”
În memoria regizorului Giampaolo Bernagozzi, numai la ultimele două ediții.
- 1987: Anna Di Francisca
- 1988: Luigi Faccini și Giuseppe Ferrara

### Premiul „Filippo Sacchi”
În memoria criticului de film Filippo Sacchi
- 1984: Claudio Tanari
- 1985: Antonio Gesualdi pentru Le origini del cinema nel Veneto
- 1986: Enrico Giacovelli pentru La commedia all'italiana și Norma Andriani pentru Pirandello e il cinema.

### Cupa Regione Campania
- 1983: Reinaldo Zambiano
- 1985: Giuseppe Ferrara pentru P2 story e l'Italia dei misteri

### Premiul de film pentru copii
- 1983: Aronne de Fabio Del Bravo.